# Natale Iamonte
Natale Iamonte (Melito di Porto Salvo, 7 maggio 1927 – Melito di Porto Salvo, 2 febbraio 2015) è stato un mafioso italiano.
Storico criminale della cosca Iamonte della 'ndrangheta calabrese. Fu anche membro della Santa.

## Biografia
Iamonte salì al potere uccidendo il boss locale di Melito Porto Salvo Giuseppe Trimarchi negli anni sessanta.
In origine come lavoro faceva il macellaio.
Inizia a fare soldi con appalti pubblici destinati allo sviluppo della Calabria.
La costruzione della Liquichimica a Saline Joniche, un progetto da 300 miliardi di lire.
Ma la struttura non divenne mai operativa perché fu costruito su un terreno non idoneo, soggetto a smottamenti, malgrado le attenzioni dell'ingegnere civile locale che morì in un incidente d'auto.
Secondo diversi pentiti, Giacomo Mancini, due volte segretario del PSI e 2 volte ministro del governo fu supportato da Iamonte che indirizzò i voti elettorali per eleggerlo in parlamento.
Mancini presumibilmente provò a regolare la sentenza del figlio Vincenzo Iamonte e lo aiutò negli appalti della Liquichimica. Mancini negò ogni coinvolgimento con il capobastone calabrese. Fu assolto successivamente dalle accuse.
Avrebbe fatto parte del Crimine, l'organo apicale dell'associazione criminale.

### Arresto e morte
Natale Iamonte fu mandato in esilio interno nel 1988 nel nord Italia.
La misura, in quel periodo veniva attuata per rimuovere i criminali dal contesto criminale in cui si trovavano. Fu trasferito a Desio con il suo parente Natale Moscato.
Anche qua però incominciano attività illegali investendo i profitti illeciti nell'area brianzola. Nel dicembre 1995 la polizia sequestra beni del valore di 50 miliardi di lire nella Brianza.
Iamonte fu arrestato nel novembre del 1993, scontando 21 anni di carcere sotto il regime del 41bis, inoltre venne condannato a 4 ergastoli.
Il 21 novembre 2014 viene scarcerato dal Tribunale di Sorveglianza di Milano per problemi di salute legati ad una malattia degenerativa. Morirà a Melito Porto Salvo l'anno dopo il 2 febbraio 2015.
I suoi figli Vincenzo e Giuseppe Iamonte gli succedettero alla guida della 'ndrina.